# Attar (divinità)
Attar (conosciuto anche come Athtar, Astar, e Ashtar) è una divinità Cananea identificata con la stella del mattino, la cui controparte femminile era la dea Astarte. Secondo il mito, egli avrebbe tentato di usurpare il trono dei cieli al dio Baal (rappresentante il Sole), per poi essere sconfitto. In altre regioni dell'Asia, veniva adorato come divinità della pioggia. In altre regioni, veniva probabilmente adorato con il nome di Dhu-Samani.
Il dio ha potere sul pianeta Venere ed è affine all'elemento acqua.
Non è da escludere che il suo mito abbia potuto influenzare la dottrina giudeo-cristiana, sul racconto della disfatta di Lucifero (la Stella del mattino) e della conseguente caduta dal paradiso dei demoni.

## Nella cultura di massa
Attar appare come demone nemico, con il nome di Ashtar, nel videogioco Shin Megami Tensei II. 
| Controllo di autorità | LCCN (EN) sh97000010 · J9U (EN, HE) 987007546967905171 |